# Miriam Ziv
Miriam Ziv ist eine israelische Diplomatin.
Ziv studierte Politikwissenschaft und englische Linguistik an der Universität Tel Aviv. Im Jahr 1972 begann sie im diplomatischen Dienst des israelischen Außenministeriums tätig zu werden. Während ihrer diplomatischen Karriere war sie unter anderem ab 1974 fünf Jahre Vizekonsul am israelischen Generalkonsulat in Toronto, arbeitete Anfang der 1990er an der israelischen Botschaft in Rom und war dort Mitglied in der bilateralen Kommission zur Aufnahme diplomatischer Beziehungen zwischen Israel und dem Heiligen Stuhl. Seit September 2008 ist sie die israelische Botschafterin in Kanada. Ziv ist die erste Frau auf diesem Posten.
Ziv ist mit dem ehemaligen Diplomaten Ariel Kenet verheiratet und hat zwei Söhne.